# Daia Română
Daia Română là một xã thuộc hạt Alba, România. Dân số thời điểm năm 2002 là 3129 người.